# ماهی‌خورک تابان
ماهی‌خورک تابان (نام علمی: Caridonax fulgidus) نام یک گونه از تیره ماهی‌خورک‌های رودخانه‌ای است.